# Ardisia pergamacea
Ardisia pergamacea là một loài thực vật có hoa trong họ Anh thảo. Loài này được (Miq.) Mez mô tả khoa học đầu tiên năm 1902.